# 焦达悌
焦达悌（1903年—1952年），字岛松，中华民国军人，中华人民共和国建立夕，与中国共产党合作，1952年在镇压反革命运动中，被中华人民共和国政府处决。焦达峰之弟。

## 生平
清朝光绪二十九年（1903年）生于湖南省瀏陽縣龍伏鎮均家坊。黄埔军校第一期毕业。在校加入国民党。参加了平定陈炯明叛乱和北伐战争。1927年任国民革命军总司令部侍从参谋，1928年任国民革命军总司令部警卫第2团团长，1929年任浙江两淮盐务缉私局局长，1931年任浙江省保安第2团团长，1932年任第88师265旅副旅长，参加淞沪抗战，1933年参加福建事变，任福建政府高参，失败后一度被捕入狱，获释后未受重用。
抗战爆发后曾任巴中团管区司令，1939年12月任军政部兵役署上校附员，1941年任耒阳师管区上校附员，后任第9战区司令长官部少将高参兼长沙防空司令部参谋长，1944年任浏阳县自卫总队副总队长，1947年任第27军官总队第5大队大队长，1948年任长沙绥靖公署少将高参，1949年5月任湖南省第1区（浏阳）行政督察专员兼保安司令。
中華人民共和國成立前夕，通过进步组织“3130”负责人刘建中、刘养锋多方策动，焦达悌兼任“江南地下军”第四军第十师师长，准备武装起义。民国38年（1949年）6月初，县长唐佑樾弃职逃走。周康侯、胡关等占山为王，鱼肉乡民，有的甚至烧杀抢劫。焦达悌到任后，即着手收编这些队伍。
此时，白崇禧退驻长沙、派夏威兵团特工队长韩蒙轩来浏，干涉县政。焦巧与周旋，抓住其问题大造舆论，迫使其撤走。又将保安副司令陈岳派往长沙为常住联络人，削其兵权。接着扩充直属警卫分队，重新组建县自卫总队、警察中队。又借其兄焦达峰的声誉，并以洪帮楚荆山山主名义，发展扩充实力。6月中旬，召开专、县、区、乡负责人会议，任命了四大乡联防指挥部主任。进而剿灭土匪张祖福，收编其余大小游杂武装，成立六个联防大队，共千多人枪。
7月，解放军进入湘赣边境。焦一方面组织兵力，截击溃退入境的蒋、桂残军，收捕散兵；一面令所属各部保护好国家财产和维护治安。当月18日，解放军第四野战军第四十五军先遣队到达县南文家市，焦即派柳羽前去联络，遵示留刘养锋等28人于县城维护治安。焦则率部开往县南荆坪与其他各部会合待命。19日县城被中共佔領。8月1日浏阳县人民政府成立，17日焦奉命率部共800多人，如期到达县城受编。12月，焦被派到省军政大学学习。1952年“镇反”运动中被错误处决。1981年落实起义人员政策，撤判平反，并恤其家属。